# بلدة أوتسيغو (ميشيغان)
أوتسيغو (بالإنجليزية: Otsego Township, Michigan)‏ هي بلدة تقع بولاية ميشيغان في الولايات المتحدة. تبلغ مساحتها 87.7 (كم²)، وترتفع عن سطح البحر 208 م، بلغ عدد سكانها 5594 نسمة في عام تعداد الولايات المتحدة 2010 حسب إحصاء مكتب تعداد الولايات المتحدة وتصل الكثافة السكانية فيها 65 نسمة/كم2.

## وصلات خارجية
- www.otsegotownship.org
- The US50 - Cities and Towns in Michigan State
- Michigan Cities and Towns, Facts, Map, Flag, Colleges, Government, and More